# انسلمو (نبراسکا)
انسلمو(به انگلیسی: Anselmo) شهری در ایالت نبراسکا کشور ایالات متحده آمریکا است که جمعیت آن در سرشماری سال ۲۰۱۰ میلادی، ۱۴۵ نفر بوده‌است.